# Loïc Loval-Landré
Loïc Loval-Landré (* 28. September 1981 in Longjumeau) ist ein ehemaliger französischer Fußballspieler. Der Offensivspieler war Nationalspieler der Fußballnationalmannschaft von Guadeloupe.

## Karriere

### Verein
Loval wechselte im Alter von 11 Jahren in die E-Jugend des AS Évry. Er spielte dort bis zu seinem 17. Lebensjahr und wechselte im Sommer 1998 zur A-Jugend des FC Sochaux. In Sochaux spielte er zwei Jahre in der A-Jugend und die Saison 2000/2001 in der Championnat de France Amateur spielenden zweiten Mannschaft des FC Sochaux-Montbéliard. Im Sommer 2001 verließ er nach einem Jahr in der Reserve Sochaux und wechselte auf Leihbasis in die Division d’Honneur zu RC Besançon. Im Sommer 2002 kehrte er zu Sochaux zurück und bekam die Freigabe für einen Wechsel zur Reserve des FC Valenciennes. Nach einem halben Jahr in der Championnat de France amateur 2 für Valenciennes, wechselte er im Frühjahr 2003 zum belgischen Erstligisten Cercle Brügge. Nach nur einem halben Jahr und zwei Einsätzen in der Jupiler League, zog es den Offensivspieler in die Niederlande zu De Graafschap. Dort schaffte er den Durchbruch und stieg mit der Mannschaft in die Eredivisie auf, wechselte aber bereits in der Winterpause 2005/06 zu den Go Ahead Eagles in die Eerste Divisie zurück. In der folgenden Wintertransferperiode zog es ihn wieder in die Eredivisie, wo der FC Utrecht den Mittelfeldspieler unter Vertrag nahm. Seit Sommer 2010 spielt er für OC Vannes in der französischen Ligue 2. Nachdem sein Vertrag im Juni 2012 bei Vannes nicht verlängert wurde, wechselte er anfangs nach Malaysia zu Selangor FA. Er kehrte jedoch vor Ende der Transferperiode 2012/2013 im September 2012 ablösefrei nach Frankreich zurück und unterschrieb beim FC Mulhouse. Er spielte die Saison 2012/2013 mit Mulhouse und spielte in 29 Spielen für die Mannschaft aus dem Elsass, bevor er sich für einen Wechsel in die Championnat de France de football National zum US Orléans entschied. 2016 beendete er dann beim FC Fleury seine aktive Karriere.

### Nationalmannschaft
Loval-Landré war Spieler der Fußballnationalmannschaft von Guadeloupe. 2007 gab er sein Debüt im CONCACAF Gold Cup. Nachdem man sich als einer von zwei besten Gruppendritten für das Viertelfinale qualifizierte und dort Haiti mit 2:1 schlug, musste sich das Team im Halbfinale gegen Mexiko mit 0:1 besiegen lassen. Da kein Spiel um Platz 3 ausgespielt wurde, teilte man sich diesen mit Kanada. Der Offensivspieler kam in allen fünf Begegnungen zum Einsatz, konnte aber kein Tor erzielen. 2008 wurde Loval-Landré in den Kader für den Caribbean Cup berufen. Bis 2014 absolvierte er insgesamt 22 Begegnungen und traf dabei fünf Mal.

## Erfolge

### Verein
- Ligue 2-Sieger mit FC Sochaux: 2001
- Aufstieg in die Eredivisie mit De Graafschap: 2005

### Nationalmannschaft
- 3. Platz beim CONCACAF Gold Cup: 2007